# Gideon Emery
Gideon Emery, född 12 september 1972 i Windsor, Berkshire, är en brittisk skådespelare och röstskådespelare.

## Filmografi
| År   | Titel                         | Roll                                    | Film/TV    | Mer Info                                          |
| ---- | ----------------------------- | --------------------------------------- | ---------- | ------------------------------------------------- |
| 2013 | Teen Wolf                     | Deucalion                               | TV-serie   |                                                   |
| 2013 | Beverly Hills Cop             | Lyle Hawes                              | TV-serie   | Pilotavsnitt                                      |
| 2013 | True Blood                    |                                         | TV-serie   | Säsong 6.05: "Bleep the Pain Away"                |
| 2012 | Last Resort                   | Booth                                   | TV-serie   |                                                   |
| 2012 | Survivor Type                 | Richard Pine                            | Kortfilm   |                                                   |
| 2011 | Blue Crush 2                  | Joel                                    | Film       |                                                   |
| 2011 | NCIS: Los Angeles             | Jeff Kinto                              | TV-serie   | Säsong 2.21: "Rocket Man"                         |
| 2011 | The Mentalist                 | Owen Melling                            | TV-serie   | Säsong 3.18: "The Red Mile"                       |
| 2010 | Castle                        | Lloyd Saunders                          | TV-serie   | Säsong 3.7: "Almost Famous"                       |
| 2010 | Takers                        | Sergei                                  | Film       |                                                   |
| 2010 | Star Wars: The Clone Wars     | Lott Dod, Mee Deechi, Gotal, Kerch Kusi | TV-serie   |                                                   |
| 2010 | The Forgotten                 | Sean Hennessey                          | TV-serie   | Säsong 1.10: "Double Doe"                         |
| 2009 | Star Wars: The Clone Wars     | Lott Dod                                | TV-serie   | Säsong 2.4: "Senate Spy"                          |
| 2009 | Burn Notice                   | Sean Glenanne                           | TV-serie   | Säsong 3.9: "Long Way Back"                       |
| 2009 | 90210                         | Kevin                                   | TV-serie   | Säsong 1.18: "Off the Rails"                      |
| 2009 | Eleventh Hour                 | Brandon Hertle                          | TV-serie   | Säsong 1.11: "Miracle"                            |
| 2008 | Train                         | Willy                                   |            |                                                   |
| 2008 | The Middleman                 | Vlad the Impaler                        | TV-serie   | Säsong 1.10: "The Vampiric Puppet Lamentation"    |
| 2008 | CSI: NY                       | Christopher Vackner                     | TV-serie   | Säsong 4.18: "Admissions"                         |
| 2008 | General Hospital              | Jasper Jacks                            | TV-serie   |                                                   |
| 2007 | Moonlight                     | Donovan Shepherd                        | TV-serie   | Säsong 1.8: "12:04 AM"                            |
| 2007 | Greetings From the Shore      | Sasha Mientkciewicz                     |            |                                                   |
| 2007 | 24                            | Leon                                    | TV-serie   | Säsong 6.13: "Day 6: 6:00pm - 7:00pm"             |
| 2007 | Almaz Black Box               | Wesley Abbot                            | Film       |                                                   |
| 2007 | Primeval                      | Matt Collins                            | Film       |                                                   |
| 2007 | Passions                      | Max                                     | TV-serie   |                                                   |
| 2005 | Commander in Chief            | Jared Lyons                             | TV-serie   | Säsong 1.6: "First Disaster"                      |
| 2004 | A Case of Murder              | Eric Norkem                             |            |                                                   |
| 2004 | Cape of Good Hope             | Miles                                   |            |                                                   |
| 2003 | Red Water                     | Gene Bradley                            | TV-film    |                                                   |
| 2002 | The Sorcerer's Apprentice     | Sly                                     |            |                                                   |
| 2001 | Diamond Cut Diamond           | Paddy                                   |            |                                                   |
| 2000 | Glory Glory                   | Sil                                     |            |                                                   |
| 2000 | Filligoggin                   | Filligoggin, Benny Baboon, Sniffbug     | TV-serie   |                                                   |
| 1999 | Saints, Sinners and Settlers  | Sgt. Williamson                         | TV-serie   | Episod: ""The Good Doctor: Trial of H.F.Verwoerd" |
| 1999 | 25° South                     | Charly                                  | TV-serie   |                                                   |
| 1997 | Great Soldiers                | Bowers                                  |            |                                                   |
| 1997 | The Legend of the Hidden City | Djurröster                              | TV-serie   |                                                   |
| 1996 | Rhodes                        | Wilson                                  | TV-serie   |                                                   |
| 1995 | Not Quite Friday Night        | Olika roller                            | TV-serie   |                                                   |
| 1995 | It's A Funny Country          | Komiker                                 | TV special |                                                   |
| 1994 | Honeytown II                  | Taylor                                  | TV-serie   |                                                   |

## Röstroller inom datorspel
- Assassin's Creed 2 (2009) - Minstrel, Monk in Black Robe, Ferry Captain
- Assassin's Creed: Brotherhood (2010) - Borgia Captain Guards
- Battlefield 3 (2011) - Staff Sergeant Henry "Black" Blackburn
- Blade Kitten (2010) - Sol Trooper, Infestation Worker
- Bladestorm: The Hundred Years' War (2007) - British Soldier, French Resistance
- Blazing Angels: Squadrons of WWII (2006) - British Soldiers
- Blazing Angels 2 (2007) - British General, British Pilot 1
- Brothers in Arms: Hell's Highway (2008) - PFC Dawson
- Cabela's Big Game Hunter 2008 (2008) - Bekele
- Cabela's Dangerous Hunts 2009 (2008) - Henry Tally, Sergei Demochev
- Call of Duty 4: Modern Warfare (2007) - Mac, SAS 4
- Castlevania Judgment (2008) - Trevor Belmont
- The Chronicles of Riddick: Assault on Dark Athena (2009) - Olika röster
- Company of Heroes: Opposing Fronts (2007) - Major Blackmore, Churchill
- Company of Heroes: Tales of Valor (2009) - Kangaroo, Churchill, Stag
- Dead Rush (2005) - Jake
- Dragon Age: Origins (2009) - Alarith, Oskias, Saevrin, Frandlin Ivo, Human Male Mystic, Human Male 4, Human Male 29, Human Male 36, Dwarfman 8, Drunken Elf 2
- Dragon Age II (2011) - Fenris, Paxley, Temmerin, Liam
- Dungeon Siege 3 (2011) - Florin, Mudgutter, Abi-Eshu, Gavril, Hans, Ironmonger, Lescanzi Mercenary, Royalist Soldier, Royalist Survivor, Goblin Bandit
- Dynasty Warriors 7 (2011) - Sun Quan
- The Elder Scrolls V: Skyrim (2011) - Etienne Rarnis, Gaius Maro, other various characters
- Everquest 2 (2004) - Overseer Travagg, Lt.Darrius, Vleko, Sentius Poisonleaf, Crispin Luvinius
- Fantastic Four: Rise of the Silver Surfer (2007) - Victor Von Doom, Dr Doom
- Fear 3 - Armacham Soldier 2, Civilian 2
- Final Fantasy Tactics: The War of the Lions (2007) - Balthier
- Final Fantasy XII (2006) - Balthier
- Ghost Recon 2 (2004) - German Soldier
- God of War III (2010) - Poseidon, Captain
- GoldenEye: Rogue Agent (2004) - Number One (Ernst Stavro Blofeld)
- Halo Wars (2009) - Spartan, Suicide Grunt
- Hannah Montana: Spotlight World Tour (2007) - Announcer
- Infamous (2009) - Cole MacGrath (endast Motion Capture)
- Kingdom Under Fire: Circle of Doom (2008) - Duane
- Mass Effect (2007) - Chellick, Jered Salenta
- Mass Effect 2 (2010) - Kenn, Officer Tammert, Captain Gavorn
- Medieval Games (2009) - Jester, The Black Knight
- The Matrix: Path of Neo (2005) - Bane
- Once Upon A Monster (2011) - Doo-Rays
- Resident Evil: Operation Raccoon City (2012) - Carlos Oliveira
- Resistance 2 (2009) - British Commando
- Rift (2011) - Trucker, Stranded Crew, Fan
- Rise of Nightmares (2011) - Josh
- Rocksmith (2011) - Narrator
- Samurai Warriors 3 (2009) - Kanbei Kuroda, Tatsuoki
- Sesame Street: Once Upon a Monster (2011) - Doo-Rays
- The Sims Medieval (2011) - Sim
- Star Wars Battlefront: Elite Squadron (2009) - Col Serra
- Star Wars Battlefront: Renegade Squadron (2007) - Col Serra
- Star Wars: Empire at War: Forces of Corruption (2006) - Universal HUD, General MOHC, Imperial Officer 1
- Star Wars: Knights of the Old Republic (2003) - Captain Revar, Tobin Harlan, Abdan Sho, Alek Teral, Cavill Arin, Comms Officer Jule, Lokir-Ka, Peyton Swole, Sadoll, The Argent Serpent, W6-S4, Captain Winborn, Col Hunt, Narvurin, Spice Trader
- Street Fighter X Tekken (2012) - Steve Fox
- Tekken 6 - Steve Fox
- Terminator Salvation (2009) - John Connor
- Tom Clancy's Endwar (2008) - German, Russian soldiers
- Turok (2008) - Reese
- Uncharted 3: Drake's Deception (2011) - Marlowe's Agents, Indian Ocean Pirates
- Vanquish (2010) - Sam Gideon
- Warhammer 40,000: Dawn of War II – Retribution - Imperial guard, Sentinel
- Warriors Orochi (2007) - Orochi

Final Fantasy VII - Remake (2020) - Wedge
- Warriors Orochi 2 (2008) - Orochi